# KBS 제1라디오 저녁종합뉴스
《KBS 제1라디오 저녁종합뉴스》는 KBS 제1라디오에서 평일 저녁 7시에 방송하는 한국방송공사의 뉴스 프로그램이다.

## 앵커
- 배창복 아나운서 (남)
- 이예원 아나운서 (여)

## 동시 시간대 뉴스 프로그램
- MBC 저녁앤뉴스 (MBC 표준FM)

| KBS 1라디오                  |                            |                               |
| 이전                         | KBS 제1라디오 저녁종합뉴스 | 다음                          |
| 뉴스레터K                    | KBS 제1라디오 저녁종합뉴스 | KBS 열린토론                  |
| 오후 5시 5분 ~ 저녁 6시 58분 | 저녁 7시 ~ 저녁 7시 20분   | 저녁 7시 20분 ~ 저녁 8시 30분 |
|                              |                            |                               |

| KBS춘천 1라디오     |                            |                               |
| 이전                | KBS 제1라디오 저녁종합뉴스 | 다음                          |
| 뉴스레터K           | KBS 제1라디오 저녁종합뉴스 | KBS 열린토론                  |
| 저녁 6시 ~ 6시 58분 | 저녁 7시 ~ 저녁 7시 20분   | 저녁 7시 20분 ~ 저녁 8시 30분 |
|                     |                            |                               |